# Fernando Gutiérrez de Vegas
Fernando Gutiérrez de Vegas, escritor español del siglo XVIII.
Abogado de los Reales Consejos y vecino de la villa de Pareja, publicó entre 1778 y 1781 una original novela satírica, Los enredos de un lugar o Historia de los prodigios y hazañas del célebre abogado de Conchuela el Licenciado Tarugo, del sandio escribano Carrales y otros ilustres personajes que hubo en el mismo pueblo antes de haberse despoblado, o sátiras (Madrid, 1778, 1779 y 1781, 3 vols.). De su éxito da fe que se reimprimiera en 1800, en cinco libros. El atractivo histórico y costumbrista de la obra lo da su crítica y burla de jueces y abogados (emparentable con la de Fray Gerundio), su descripción del caciquismo y las formas de conducta en un cerrado microcosmos social manchego, y la proyección sobre ese ámbito de los propósitos reformistas de la Ilustración. Su modernidad se debe al análisis psicológico de los personajes, al propósito realista en el reflejo de los ambientes y a la conciencia creativa del autor en cuanto a los fueros del género.